# Franco Lautaro Costa
Franco Costa (Luján, Argentina; 10 de diciembre de 1991) es un futbolista argentino. Juega de extremo izquierdo y su equipo actual es el A. S. Rodos, de la Gamma Ethniki de Grecia.

## Trayectoria

### San Martín de Tucumán
Llegó al Ciruja desde Flandria, con el equipo comandado por Diego Cagna en julio de 2017. Tras la salida del entrenador alternó la titularidad bajo el mando de Rubén Forestello.
El momento más recordado de Paqui en el conjunto albirrojo se dio en el partido del Reducido por el segundo Ascenso de la Primera B Nacional 2017/2018 donde convirtió el primer tanto en la remontada contra Villa Dálmine. En esta campaña consigue con el conjunto tucumano el ascenso a la Superliga de Argentina, ganándose así el cariño de la hinchada.
En primera división logró convertir un solo gol y fue en la primera fecha ante Unión de Santa Fe. En busca de continuidad, deja el equipo de La Ciudadela en el receso de Verano del 2019.

## Estadísticas

### Clubes
Actualizado hasta su último partido disputado el 1 de junio de 2025.
| Club                          | Div.          | Temporada     | Liga  | Liga  | Liga   | Copas nacionales | Copas nacionales | Copas nacionales | Copas internacionales | Copas internacionales | Copas internacionales | Total | Total | Total  |
| Club                          | Div.          | Temporada     | Part. | Goles | Asist. | Part.            | Goles            | Asist.           | Part.                 | Goles                 | Asist.                | Part. | Goles | Asist. |
| ----------------------------- | ------------- | ------------- | ----- | ----- | ------ | ---------------- | ---------------- | ---------------- | --------------------- | --------------------- | --------------------- | ----- | ----- | ------ |
| Club Luján Argentina          | 4.ª           | 2012-13       | 29    | 6     | 1      | —                | —                | —                | —                     | —                     | —                     | 29    | 6     | 1      |
| Club Luján Argentina          | Total club    | Total club    | 29    | 6     | 1      | 0                | 0                | 0                | 0                     | 0                     | 0                     | 29    | 6     | 1      |
| C. S. y D. Flandria Argentina | 4.ª           | 2014          | 18    | 6     | 4      | —                | —                | —                | —                     | —                     | —                     | 18    | 6     | 4      |
| C. S. y D. Flandria Argentina | 2.ª           | 2016-17       | 25    | 6     | 1      | —                | —                | —                | —                     | —                     | —                     | 25    | 6     | 1      |
| C. S. y D. Flandria Argentina | Total club    | Total club    | 43    | 12    | 5      | 0                | 0                | 0                | 0                     | 0                     | 0                     | 43    | 12    | 5      |
| Arsenal de Sarandí Argentina  | 1.ª           | 2015          | 8     | 0     | 1      | —                | —                | —                | —                     | —                     | —                     | 8     | 0     | 1      |
| Arsenal de Sarandí Argentina  | 1.ª           | 2016          | 2     | 0     | 0      | —                | —                | —                | —                     | —                     | —                     | 2     | 0     | 0      |
| Arsenal de Sarandí Argentina  | 1.ª           | 2016-17       | 2     | 0     | 0      | 2                | 0                | 0                | —                     | —                     | —                     | 4     | 0     | 0      |
| Arsenal de Sarandí Argentina  | Total club    | Total club    | 12    | 0     | 1      | 2                | 0                | 0                | 0                     | 0                     | 0                     | 14    | 0     | 1      |
| Tristán Suárez Argentina      | 3.ª           | 2015          | 13    | 6     | 1      | —                | —                | —                | —                     | —                     | —                     | 13    | 6     | 1      |
| Tristán Suárez Argentina      | Total club    | Total club    | 13    | 6     | 1      | 0                | 0                | 0                | 0                     | 0                     | 0                     | 13    | 6     | 1      |
| San Martín (T) Argentina      | 2.ª           | 2017-18       | 21    | 2     | 0      | —                | —                | —                | —                     | —                     | —                     | 21    | 2     | 0      |
| San Martín (T) Argentina      | 1.ª           | 2018-19       | 7     | 1     | 1      | 2                | 0                | 0                | —                     | —                     | —                     | 9     | 1     | 1      |
| San Martín (T) Argentina      | Total club    | Total club    | 28    | 3     | 1      | 2                | 0                | 0                | 0                     | 0                     | 0                     | 30    | 3     | 1      |
| Club Nacional Paraguay        | 1.ª           | 2019          | 33    | 2     | 4      | 2                | 1                | 0                | 1                     | 0                     | 0                     | 36    | 3     | 4      |
| Club Nacional Paraguay        | 1.ª           | 2020          | 28    | 2     | 2      | —                | —                | —                | 2                     | 0                     | 0                     | 30    | 2     | 2      |
| Club Nacional Paraguay        | 1.ª           | 2021          | 18    | 2     | 4      | —                | —                | —                | —                     | —                     | —                     | 18    | 2     | 4      |
| Club Nacional Paraguay        | 1.ª           | 2022          | 7     | 0     | 1      | —                | —                | —                | 2                     | 0                     | 0                     | 9     | 0     | 1      |
| Club Nacional Paraguay        | Total club    | Total club    | 86    | 6     | 11     | 2                | 1                | 0                | 5                     | 0                     | 0                     | 93    | 7     | 11     |
| Sol de América Paraguay       | 1.ª           | 2021          | 6     | 0     | 0      | —                | —                | —                | —                     | —                     | —                     | 6     | 0     | 0      |
| Sol de América Paraguay       | Total club    | Total club    | 6     | 0     | 0      | 0                | 0                | 0                | 0                     | 0                     | 0                     | 6     | 0     | 0      |
| General Caballero Paraguay    | 1.ª           | 2022          | 19    | 3     | 1      | —                | —                | —                | —                     | —                     | —                     | 19    | 3     | 1      |
| General Caballero Paraguay    | 1.ª           | 2023          | 17    | 1     | 0      | —                | —                | —                | 1                     | 0                     | 0                     | 18    | 1     | 0      |
| General Caballero Paraguay    | Total club    | Total club    | 36    | 4     | 1      | 0                | 0                | 0                | 1                     | 0                     | 0                     | 37    | 4     | 1      |
| Delfín S. C. · Ecuador        | 1.ª           | 2023          | 7     | 1     | 0      | —                | —                | —                | —                     | —                     | —                     | 7     | 1     | 0      |
| Delfín S. C. · Ecuador        | Total club    | Total club    | 7     | 1     | 0      | 0                | 0                | 0                | 0                     | 0                     | 0                     | 7     | 1     | 0      |
| GS Ilioupolis · Grecia        | 2.ª           | 2023-24       | 8     | 1     | 1      | —                | —                | —                | —                     | —                     | —                     | 8     | 1     | 1      |
| GS Ilioupolis · Grecia        | Total club    | Total club    | 8     | 1     | 1      | 0                | 0                | 0                | 0                     | 0                     | 0                     | 8     | 1     | 1      |
| 2 de Mayo Paraguay            | 1.ª           | 2024          | 9     | 2     | 2      | 1                | 0                | 0                | —                     | —                     | —                     | 10    | 2     | 2      |
| 2 de Mayo Paraguay            | 1.ª           | 2025          | 13    | 0     | 2      | —                | —                | —                | 1                     | 0                     | 0                     | 14    | 0     | 2      |
| 2 de Mayo Paraguay            | Total club    | Total club    | 22    | 2     | 4      | 1                | 0                | 0                | 1                     | 0                     | 0                     | 24    | 2     | 4      |
| A. S. Rodos · Grecia          | 3.ª           | 2025-26       | 0     | 0     | 0      | —                | —                | —                | —                     | —                     | —                     | 0     | 0     | 0      |
| A. S. Rodos · Grecia          | Total club    | Total club    | 0     | 0     | 0      | 0                | 0                | 0                | 0                     | 0                     | 0                     | 0     | 0     | 0      |
| Total carrera                 | Total carrera | Total carrera | 290   | 41    | 26     | 7                | 1                | 0                | 7                     | 0                     | 0                     | 304   | 42    | 26     |
| 1. 2.                         |               |               |       |       |        |                  |                  |                  |                       |                       |                       |       |       |        |